# 11334 Rio de Janeiro
11334 Rio de Janeiro este un asteroid din centura principală de asteroizi.

## Descriere
11334 Rio de Janeiro este un asteroid din centura principală de asteroizi. A fost descoperit pe 18 aprilie 1996 la Observatorul La Silla de Eric Walter Elst. Asteroidul prezintă o orbită caracterizată de o semiaxă mare de 2,58 ua, o excentricitate de 0,16 și o înclinație de 15,6° în raport cu ecliptica.